# Lo Flèis
Lo Flèis (en francès Le Fleix) és un municipi francès situat al departament de la Dordonya i a la regió de la Nova Aquitània.

## Demografia
| 1962                                       | 1968  | 1975  | 1982  | 1990  | 1999  | 2007  |
| ------------------------------------------ | ----- | ----- | ----- | ----- | ----- | ----- |
| 1.129                                      | 1.253 | 1.224 | 1.241 | 1.278 | 1.342 | 1.417 |
| Des de 1962: població sense dobles comptes |       |       |       |       |       |       |

## Administració
| Període   | Identitat         | Partit |
| --------- | ----------------- | ------ |
| 2001-2008 | Jacques Dessaigne |        |
| 2008-     | François Dupuy    |        |